# Селкуца (Молдова)
Селкуца (рум. Sălcuţa) — село в Молдові в Каушенському районі. Утворює окрему комуну.

## Пам'ятки природи
На південний схід від села розташований Селкуцький яр — пам'ятка природи геологічного або палеонтологічного типу Молдови..